# Catarina Rocha Ferreira
Catarina Leite de Faria da Rocha Ferreira (4 de agosto de 1980) é uma advogada, deputada e política portuguesa. Ela é deputada à Assembleia da República na XIV legislatura pelo Partido Social Democrata.